# Ira Losco
Ira Losco (născută pe 31 iulie 1981) este o cântăreață malteză. A concurat pentru Malta în cadrul Concursului Muzical Eurovision 2002 cu meldodia "7th Wonder", terminând pe locul al doilea. 
Ea a reprezentat din nou Malta în cadrul Concursului Muzical Eurovision 2016, cu melodia Walk on Water.

## Carieră
Ira Losco și-a început cariera într-o trupă din facultate, numită „Tiara”, dar s-au despărțit după câteva luni după ce Ira a reprezentat Malta la Concursul Muzical Eurovision 2002, care a fost ținut în Tallinn . S-a plasat pe locul al doilea cu melodia „7th Wonder”.
În 2003, a fost aleasă să cânte melodia „Reaching Higher”, care a fost imnul celei de a zecea ediții a „Jocurilor Statelor Mici ale Europei”, Malta, 2003.
I-a fost acordat titlul Midalja għall-Qadi tar-Repubblika în 2008.
Ira a fost implicată și în promovarea țării ei, incluzând Guess, McDonald's Salad Plus și Vodafone.
Ira Losco a câștigat selecția națională din Malta pentru Eurovision Song Contest 2016, pe 23 ianuarie, cu melodia „Walk On Water”.